# Bolephthyphantes caucasicus
Bolephthyphantes caucasicus là một loài nhện trong họ Linyphiidae.
Loài này thuộc chi Bolephthyphantes. Bolephthyphantes caucasicus được Andrei V. Tanasevitch miêu tả năm 1990.